# Iglesia de Santa María del Rey (Atienza)
La iglesia de Santa María del Rey es un templo católico de estilo románico situado en la localidad española de Atienza.

## Descripción
La iglesia es de planta rectangular y de nave única, rematada en un presbiterio cuadrangular. A diferencia de la mayoría de los templos románicos, esta iglesia tiene un ábside cuadrangular. Es de destacar su portada meridional, la cual contiene seis arquivoltas en degradación, decoradas con ochenta y una figuras talladas representando personajes bíblicos.

## Historia
La iglesia data de la primera mitad del siglo XII. En el siguiente siglo, se colocó la portada meridional, con todas las arquivoltas. Entre los siglos XVI y XVII se elevaron los muros y se construyó la torre.